# De Figuranten
De Figuranten is een kunstenorganisatie uit het Belgische Menen die artistiek werk zoals theater, beeldende kunst, fotografie en video maakt en presenteert. Dit gebeurt in dialoog en samen met maatschappelijke kwetsbare personen.

## Missie en visie
De Figuranten vertrekt vanuit het idee dat maatschappelijk engagement en artistieke ambities elkaar versterken. De dialoog tussen kunstenaars en mensen in een kwetsbare positie creëert kwalitatieve artistieke arbeid door te werken aan een collectieve artistieke creatie. Die overstijgt inhoudelijk de kwetsbare positie zonder dat ze het individu uit het oog verliest. De ambitie is de wisselwerking tussen de deelnemers, het publiek en de kunsten. Dit leidt tot een uniek, gemeenschappelijk resultaat en tot emancipatie van de deelnemers. Door ze op alle niveaus te betrekken in het artistieke traject worden ze assertiever, creatiever en bewuster van hun competenties.

## Open atelier
Het Open Atelier vertrekt uit het idee en de goesting om samen theater te maken. Het atelier wordt wekelijks omgebouwd tot theatrale speeltuin. Ervaren en minder ervaren spelers staan er naast elkaar en experimenteren met diverse theatervormen. Dit leidt tot de presentatie van een voorstelling tijdens een van de jaarlijkse festivals.

## Mad World festival
Mad World is een jaarlijks terugkerend festival in mei en toont onder meer de voorstelling uit het open atelier.

## Producties
- Transhuman. Spel: Arnaud Rogard. Regie: Hein Mortier. Tekst: Paul Pourveur.
- Vrijhaven. Vrijhaven is een dichterscollectief bestaande uit Peter Holvoet-Hanssen, Ann Cael en Kenny Callens.
- Natte sneeuw/Hamlet. Spel: De Figuranten. Regie: Hein Mortier.
- Lost paradise. Spel: De Figuranten. Regie: Jens Platteau, Tamara Seynhaeve, Lieselotte Vanraes, Sarah Bostoen, Hein Mortier.
- Club Müller. Spel: De Figuranten. Script en Regie: Hein Mortier. Naar het oeuvre van Heiner Müller.

## Autorenbaan
De autorenbaan is te huur voor een evenement. Het is een bonte verzameling racewagentjes op kindermaat, gemaakt van oude meubels. Een parcours is met autobanden afgebakend.